# الجنرال غريفوس
(الجنرال غريفوس General grivous)أحد شخصيات حرب النجوم وهو القائد الثاني لجيوش الانفصاليين بعد الكونت دوكو وهو من الشخصيات الثانوية في كرتون حرب النجوم حرب المستنسخين 2003 وشخصية أساسية في سلسة حرب النجوم حرب المستنسخين 2008 وفيلم حرب النجوم انتقام السيث 2005
كرتون حرب النجوم: حروب المستنسخين 2003
بعد بداية حرب المستنسخين أصبح الانفصاليون يحتاجون قائدا ثاني مع الكونت دوكو لانهم احسوا ان الجمهورية ستتغلب عليهم، فأمر الكونت دوكو بصنع رجل آلي، فصنعوا الآلي غريفوس واهتم كونت دوكو بتدريبه وعلمه فنونا كثيرة وارسله ليشرف على معركة بين الجمهورية والانفصاليين، وفي المعركة تواجه وحده مع ستة من الجيداي وتغلب عليهم إلا واحدا من أسياد الجيداي وتدخل المستنسخون وساعدوا الجيداي في الهرب من غريفوس، أخذ غريفوس سيوفهم وانصرف، عاد غريفوس ليكمل تدريبه مع كونت دوكو واعجب دوكو به وعينه جنرالا، عاد الجيداي إلى المعبد واخبروهم بأن غريفوس خطير جدا فتوقعوا انه سيغتال المستشار الأكبر بالباتين، فارسلوا أربعة من الجيداي لحمايته وجاء غريفوس وتواجه هو ورجاله مع الجيداي والمستنسخين واستطاع ان يأسر المستشار فقتل أثنين من الجيداي وأسر واحدا وهرب.
الحلقة الثالثة: انتقام السيث 2005
ارسل الجيداي الثنائي أناكين سكاي ووكر وأوبي وان كينوبي لإنقاذ المستشار وبعد معركة في الفضاء دخل الثنائي سفينة الجنرال وحاولوا إيجاد المستشار ولكنهم وجدوا الجنرال وهو يطعن واحدا من الجيداي وحاول قتلهم لكنهم هربوا، كان الجنرال يعلم أنهم لا يزالون في السفينة، وجدوا مكان المستشار وقتلوا الكونت دوكو ولكن الآلييين أسروهم واحضروهم إلى الجنرال، استطاعوا قلب الطاولة عليه وكادوا ان يقتلوه لكنه ركب مركبة صغيرة وهرب إلى أحد كواكب الانفصاليين وكان حزينا لموت سيده فاتصل بدارث سيديوس فاخبره سيديوس انه هو القائد الجديد للانفصاليين بعد كونت دوكو، وفي ذروة الحرب وضع الجنرال خطة لقتل المستشار بالباتين ولكن أوبي وان كينوبي اوقفه وتواجها بسويف الليزر، بعد معركة قوية كاد الجنرال أن يسقط أوبي وان في هوه فتمسك اوبي وان بحجر فرأه الجنرال واخذ سلاحه وفي اللحظة التي كاد أن يقتل فيها أوبي وان سحب أوبي وان مسدسا باستخدام القوة واطلق الطلقات على الجنرال حتى تفجر ومات.
سلسلة حرب النجوم: حروب المستنسخين 2008
تقع أحداثها بين الحلقة الثانية والحلقة الثالثة أي قبل انتقام السيث 2005 وبعد حروب المستنسخين 2003 .